# Dimos Oinousses
Dimos Oinousses (Oinousses) är en kommun i Grekland.   Den ligger i prefekturen Chios och regionen Nordegeiska öarna, i den östra delen av landet, 230 km öster om huvudstaden Aten. Antalet invånare är 855.